# Campeonato Gaúcho 2023
In 2023 werd het 103de Campeonato Gaúcho gespeeld voor voetbalclubs uit de Braziliaanse staat Rio Grande do Sul. De competitie werd gespeeld van 22 januari tot 8 april. Grêmio werd kampioen. 

## Eerste fase
| Plaats | Club                | Wed. | W | G | V | Saldo | Ptn. |
| ------ | ------------------- | ---- | - | - | - | ----- | ---- |
| 1.     | Grêmio              | 11   | 9 | 2 | 0 | 22:5  | 29   |
| 2.     | Internacional       | 11   | 6 | 4 | 1 | 22:8  | 22   |
| 3.     | Caxias              | 11   | 5 | 5 | 1 | 19:11 | 20   |
| 4.     | Ypiranga de Erechim | 11   | 5 | 3 | 3 | 17:15 | 18   |
| 5.     | Juventude           | 11   | 4 | 5 | 2 | 17:14 | 17   |
| 6.     | São José            | 11   | 4 | 4 | 3 | 11:12 | 16   |
| 7.     | Brasil de Pelotas   | 11   | 3 | 4 | 4 | 6:8   | 13   |
| 8.     | Novo Hamburgo       | 11   | 2 | 5 | 4 | 7:13  | 11   |
| 9.     | Avenida             | 11   | 2 | 4 | 5 | 7:11  | 10   |
| 10.    | São Luiz            | 11   | 2 | 4 | 5 | 6:13  | 10   |
| 11.    | Esportivo           | 11   | 1 | 3 | 7 | 6:19  | 6    |
| 12.    | Aimoré              | 11   | 1 | 1 | 9 | 5:16  | 4    |

|  | Gekwalificeerd voor tweede fase |
|  | Degradatie                      |

## Tweede fase
In geval van gelijkspel worden strafschoppen genomen, tussen haakjes weergegeven. 
|  | halve finale        | halve finale | halve finale | halve finale |  |        | finale | finale | finale | finale |
|  |                     |              |              |              |  |        |        |        |        |        |
|  |                     |              |              |              |  |        |        |        |        |        |
|  | Grêmio              | 1            | 2            | 3 (5)        |  |        |        |        |        |        |
|  | Ypiranga de Erechim | 2            | 1            | 3 (4)        |  |        |        |        |        |        |
|  |                     |              |              |              |  | Grêmio | 1      | 1      | 2      |        |
|  |                     |              |              |              |  | Caxias | 1      | 0      | 1      |        |
|  | Internacional       | 1            | 1            | 2 (4)        |  |        |        |        |        |        |
|  | Caxias              | 1            | 1            | 2 (5)        |  |        |        |        |        |        |

## Totaalstand
| Plaats | Club                | Wed. | W  | G | V | Saldo | Ptn. |
| ------ | ------------------- | ---- | -- | - | - | ----- | ---- |
| 1.     | Grêmio              | 15   | 11 | 3 | 1 | 27:9  | 36   |
| 2.     | Caxias(1)           | 15   | 5  | 8 | 2 | 22:15 | 23   |
| 3.     | Internacional       | 13   | 6  | 6 | 1 | 24:10 | 24   |
| 4.     | Ypiranga de Erechim | 13   | 6  | 3 | 4 | 20:18 | 21   |
| 5.     | Juventude           | 11   | 4  | 5 | 2 | 17:14 | 17   |
| 6.     | São José            | 11   | 4  | 4 | 3 | 11:12 | 16   |
| 7.     | Brasil de Pelotas   | 11   | 3  | 4 | 4 | 6:8   | 13   |
| 8.     | Novo Hamburgo       | 11   | 2  | 5 | 4 | 7:13  | 11   |
| 9.     | Avenida             | 11   | 2  | 4 | 5 | 7:11  | 10   |
| 10.    | São Luiz            | 11   | 2  | 4 | 5 | 6:13  | 10   |
| 11.    | Esportivo           | 11   | 1  | 3 | 7 | 6:19  | 6    |
| 12.    | Aimoré              | 11   | 1  | 1 | 9 | 5:16  | 4    |

(1): Caxias plaatste zich in eerste instantie voor de Série D, echter konden zij in 2023 al promotie afdwingen naar de Série C
|  | Kampioen, geplaatst voor Copa do Brasil 2024                      |
|  | Vicekampioen, geplaatst voor Copa do Brasil 2024                  |
|  | Uitgeschakeld in halve finale, geplaatst voor Copa do Brasil 2024 |
|  | Geplaatst voor Série D 2024                                       |
|  | Degradatie                                                        |

## Kampioen
| Campeonato Gaúcho de 2023 - Série A |
| Rio Grande so Sul                   |
| ----------------------------------- |
| GRÊMIO Kampioen (42° titel)         |

1919 · 1920 · 1921 · 1922 · 1923 · 1924 · 1925 · 1926 · 1927 · 1928 · 1929 · 1930 · 1931 · 1932 · 1933 · 1934 · 1935 · 1936 · 1937 · 1938 · 1939 · 1940 · 1941 · 1942 · 1943 · 1944 · 1945 · 1946 · 1947 · 1948 · 1949 · 1950 · 1951 · 1952 · 1953 · 1954 · 1955 · 1956 · 1957 · 1958 · 1959 · 1960 · 1961 · 1962 · 1963 · 1964 · 1965 · 1966 · 1967 · 1968 · 1969 · 1970 · 1971 · 1972 · 1973 · 1974 · 1975 · 1976 · 1977 · 1978 · 1979 · 1980 · 1981 · 1982 · 1983 · 1984 · 1985 · 1986 · 1987 · 1988 · 1989 · 1990 · 1991 · 1992 · 1993 · 1994 · 1995 · 1996 · 1997 · 1998 · 1999 · 2000 · 2001 · 2002 · 2003 · 2004 · 2005 · 2006 · 2007 · 2008 · 2009 · 2010 · 2011 · 2012 · 2013 · 2014 · 2015 · 2016 · 2017 · 2018 · 2019 · 2020 · 2021 · 2022 · 2023 · 2024